# Johnny Furphy
Pour les articles homonymes, voir Johnny.
Johnny Furphy, né le 8 décembre 2004 à Melbourne dans l'État de Victoria, est un joueur australien de basket-ball évoluant au poste d'ailier et mesurant 2,02 m.

## Biographie

### Carrière universitaire
Entre 2023 et 2024, il joue pour les Jayhawks du Kansas à l'université du Kansas.
Le 30 mai 2024, il maintient sa candidature à la draft 2024 de la NBA.
Le 27 juin 2024, il est drafté en 35e position par les Spurs de San Antonioavant d'être envoyé chez les Pacers de l'Indiana.

### Carrière NBA

#### Indiana Pacers (2024-jusqu'à présent)
Le 13 novembre 2024, Johnny Furphy inscrit ses premiers points en NBA face au Magic d'Orlando (7pts).

## Palmarès et distinctions personnelles
NBA
Vainqueur de la conférence EST en 2025 avec les Indiana Pacers.
Universitaire
- Big 12 All-Freshman team (2024)

## Statistiques

### Universitaires
| Saison    | Équipe   | Matchs | Titul. | Min./m | % Tir | % 3pts | % LF | Rbds/m. | Pass/m. | Int/m. | Ctr/m. | Pts/m. |
| --------- | -------- | ------ | ------ | ------ | ----- | ------ | ---- | ------- | ------- | ------ | ------ | ------ |
| 2023-2024 | Kansas   | 33     | 19     | 24,1   | 46,6  | 35,2   | 76,5 | 4,91    | 1,00    | 0,88   | 0,33   | 9,03   |
| Carrière  | Carrière | 33     | 19     | 24,1   | 46,6  | 35,2   | 76,5 | 4,91    | 1,00    | 0,88   | 0,33   | 9,03   |